# Applus+
Applus Services, S.A. eller Applus+ er en spansk multinational inspektions-, afprøvnings- og certificeringsvirksomhed. I 2015 havde de 18.700 medarbejdere i 70 lande. Virksomheden blev etableret i 1996 i Barcelona. Virksomheden er inddelt i fire divisioner: Applus+ Automotive (bilinspektion); Applus+ IDIADA (bilindustri), Applus+ Laboratories (laboratorie), Applus+ Energy & Industry (energi og industri).

## Danmark
Det spanske selskab Applus+, der siden 1983 har udført bilsyn, består i Danmark af virksomheden Applus Danmark A/S der markedsføres som Applus Bilsyn og er landets største bilsynsvirksomhed. 
Applus Bilsyn blev etableret i Danmark primo 2005, da Applus+ i forbindelse med privatisering opkøbte statens aktier i det daværende Statens Bilinspektion.
Applus Bilsyn beskæftigede i 2019 246 medarbejdere og havde 145 synshaller fordelt over hele landet der omsatte for 214 mio. kr. Applus Bilsyn foretager over 500.000 syn og omsyn om året. Ud over bilsyn foretager Applus Bilsyn test af brugte biler samt salg af nummerplader.